# Jabal Siman (distrikt)
Jabal Siman, formellt Mintaqat Jabal Siman (arabiska: منطقة جبل سمعان, 'Simanbergets distrikt') är ett distrikt i Syrien. Det ligger i provinsen Aleppo, i den centrala delen av landet, 290 kilometer norr om huvudstaden Damaskus. Distriktets huvudort är provinshuvudstaden Aleppo.